# Axel Kammerer
Axel Kammerer (* 21. Juli 1964 in Bad Tölz) ist ein ehemaliger deutscher Eishockeyspieler auf der Position des Stürmers und arbeitet seit seinem Karriereende als Eishockeytrainer. Sein Sohn Maximilian Kammerer ist ebenfalls Eishockeyspieler.

## Karriere

### Als Spieler
In seiner Jugend spielte er im Nachwuchs des SC Reichersbeuern und des EC Bad Tölz. Im Jahr 1983 wechselte er von der ersten Mannschaft für vier Jahre zum SB Rosenheim in die Eishockey-Bundesliga. Dort konnte sich Kammerer zu einem der Leistungsträger entwickeln. Seine beste Spielzeit beim Sportbund war die Saison 1986/87, als er in 45 Partien 51 Scorerpunkte erzielen konnte und damit zu den teamintern besten Scorern gehörte. Nach Ablauf seines Vertrags im Sommer 1987 schloss er sich dem Ligakonkurrenten BSC Preussen an, für die er in der Folge bis 1993 aktiv war.
Es folgte ein zweijähriges Engagement beim ESV Kaufbeuren, mit dem er ab der Saison 1994/95 in der Deutschen Eishockey Liga spielte. In seiner ersten DEL-Saison beim ESV, die sich 1994 in Kaufbeurer Adler umbenannten, absolvierte er insgesamt 47 Ligapartien und konnte dabei 26-mal punkten. Nachdem sein Kontrakt nicht verlängert worden war, wechselte er 1995 zu den Ratinger Löwen, bei denen er bis zu deren Umzug 1997 nach Oberhausen und der damit verbundenen Umbenennung in Revierlöwen Oberhausen im Kader stand. Anschließend unterschrieb er einen Vertrag beim EC Bad Tölz, für den er bereits in seiner Jugend aktiv war. Dort beendete er im Jahr 2000 seine aktive Eishockeykarriere im Alter von 35 Jahren.
In der A-Nationalmannschaft kam er von 1985 bis 1992 auf 130 Einsätze und erzielte dabei 15 Tore. In dieser Zeit nahm er an sechs A-Weltmeisterschaften sowie an den Olympischen Spielen 1992 teil.

### Als Trainer
Bereits in der Saison 2000/01 stand er bei den Kassel Huskies in der Deutschen Eishockey Liga neben Hans Zach als Co-Trainer an der Bande. Dort blieb er bis 2002, ehe ihn die Verantwortlichen der Kölner Haie als Co-Trainer der Profimannschaft verpflichteten. Seine erste Station als Cheftrainer waren wiederum die Kassel Huskies, zu denen er zur Saison 2003/04 zurückkehrte. Während der laufenden Spielzeit wurde er allerdings auf Grund schlechter sportlicher Leistungen der Mannschaft entlassen.
Nachdem er daraufhin ein Jahr pausierte, kehrte er 2005 als Cheftrainer des EC Bad Tölz zurück, für den er bereits als Spieler aktiv war. Die Tölzer betreute er zwischen 2005 und 2009. Zwar stieg er mit dem Klub 2006 aus der 2. Bundesliga in die Oberliga ab, konnte mit diesem aber zwei Jahre später den Wiederaufstieg feiern. Als der Verein zum Ende der Saison 2008/09 Insolvenz anmelden musste und aus der 2. Bundesliga ausgeschlossen wurde, wechselte Kammerer zu den Schwenninger Wild Wings. Dort wurde er sowohl 2010, als auch 2011 Vizemeister der zweiten Spielklasse. Nach einer Niederlagenserie zu Beginn der Saison 2011/12 wurde Kammerer am 10. Oktober 2011 von seinem Amt bei den Schwenninger Wild Wings entbunden.
Ab dem 1. Mai 2012 stand Kammerer beim SC Riessersee aus der 2. Eishockey-Bundesliga unter Vertrag. Im Januar 2013 wurde Kammerer von seinen Trainerpflichten aufgrund mangelnden Erfolges beim SC Riessersee entbunden.
Ab Februar 2014 trainierte Kammerer den Südtiroler Verein WSV Sterzing Broncos in der Elite.A. Im April 2015 verließ er Sterzing und wurde erneut bis 2017 Cheftrainer der Tölzer Löwen, mit denen er 2017 die Meisterschaft der Oberliga-Süd und den Aufstieg in die DEL2 erreichte. Ab der Saison 2017/18 trainierte er den EV Landshut, mit dem er in der Saison 2018/19 die Meisterschaft der Oberliga gewann und abermals den Aufstieg in die DEL2 schaffte. Am 15. Januar 2020 wurde er beim EV Landshut entlassen und durch Leif Carlsson ersetzt. Seit Oktober 2023 trainiert er wieder die Tölzer Löwen.

### Trainerstationen
| Jahre           | Anzahl Saisons | Verein               | Liga          | Posten           | erreichte Playoffs       | erreichte Titel |
| --------------- | -------------- | -------------------- | ------------- | ---------------- | ------------------------ | --------------- |
| 2000–2002       | 2              | Kassel Huskies       | DEL           | Assistenztrainer | 2× Halbfinale            | keine           |
| 2002–2003       | 1              | Kölner Haie          | DEL           | Assistenztrainer | Finale                   | keine           |
| 2003–2004       | 1              | Kassel Huskies       | DEL           | Cheftrainer      | keine                    | keine           |
| 2005–2009       | 4              | EC Bad Tölz          | 2. BL und OL  | Cheftrainer      | 1× Halbfinale, 1× Finale | keine           |
| 2009–10/2011    | 2              | SERC Wild Wings      | 2. BL         | Cheftrainer      | 2× Finale                | keine           |
| 05/2012–01/2013 | 1              | SC Riessersee        | 2. BL         | Cheftrainer      | keine                    | keine           |
| Feb. 2013–2015  | 2              | WSV Sterzing Broncos | Serie A (ITA) | Cheftrainer      | 2× Viertelfinale         | keine           |
| 2015–2017       | 2              | EC Bad Tölz          | OL            | Cheftrainer      | Finale                   | Meister OL-Süd  |
| 2017–Jan. 2020  | 3              | EV Landshut          | OL und DEL2   | Cheftrainer      | Finale                   | OL-Meister      |
| seit Jan. 2020  |                | HC Pustertal         | AlpsHL        | Cheftrainer      |                          |                 |